# IC 2594
IC 2594 est une vaste* galaxie lenticulaire située dans la constellation de l'Hydre à environ 162 millions d'années-lumière de la Voie lactée. Elle a été découverte par l'astronome américain Lewis Swift en 1898.

## Groupe de NGC 3313
IC 2594 est un membre du groupe de NGC 3313. Outre NGC 3313, ce groupe compte au moins 5 autres galaxies : NGC 3331, NGC 3335, IC 2589, ESO 501-1 et ESO 501-62.
IC 2594 et donc toutes les galaxies du groupe de NGC 3313 font partie l'amas de l'Hydre (Abell 1060). L'amas de l'Hydre est l'amas dominant du superamas de l'Hydre-Centaure.